# Citizen Kane
Citizen Kane (i Danmark markedsført som Den store mand) er en amerikansk film fra 1941, instrueret af Orson Welles. Den var Welles' debutfilm, og er ofte blevet kaldt for verdens bedste film. Den vakte stor opsigt med sin banebrydende brug af dybdefokus, skæve vinkler og perspektiv set fra gulvet af. Fortællerteknisk er den et fletværk og et puslespil, og kom til at overskygge resten af Welles' karriere, som kom til at rumme både fejlgreb og ubetydelige film. Citizen Kane blev derimod et naturligt studiemateriale ved filmskolerne.

## Handling
Orson Welles spiller selv hovedrollen som aviskongen Charles Foster Kane, der i filmens åbningsscene udånder efter at have sagt sit sidste ord: "Rosebud" (= rosenknop). Vi oplever Kanes liv i en serie af flashbacks, idet en gruppe journalister forsøger at opklare, hvad han mente med ordet. Det afsløres først i filmens slutbillede.
Manuskriptet af Herman J. Mankiewicz og Orson Welles var inspireret af aviskongen William Randolph Hearsts liv. Hearst forsøgte derfor at få filmen bandlyst.
Hovedelementerne i Kanes liv er:
- Opkøbet af The New York Inquirer, som Kane forvandler til en højrøstet tabloid-avis med kolossale oplag.
- Historien om Kanes fald, der begynder med, at han forelsker sig i "sangerinden" Susan Alexander. Hans utroskab opdages af rivalen Jim Gettys, der udnytter den til at vinde i senatorvalget, hvor Kane ellers lå an til en sikker sejr.
- Bruddet mellem Kane og hans gamle ven Jedediah Leland.
- Kane mislykkes i at gøre sin nye kone, Susan, til operasangerinde. Efter skandalen lægger hun enorme puslespil, før hun forlader Kane i hans spejlkabinet.

Charles Foster Kane udgiver i filmen en avis ved navn Inquirer. Det danske filmtidsskrift Inquirer er opkaldt efter denne avis.

## Ranking
British Film Institutes tidsskrift har siden 1962 holdt en afstemning hvert tiende år, der resulterer i en "top ti"-liste over verdens bedste film. Fra 1962 og frem til 2012 har Citizen Kane tronet urokkelig på listens førsteplads. Men i 2012 blev Hitchcocks Vertigo stemt frem til førsteplads, med 191 stemmer mod 157, der placerede Citizen Kane på listens andenplads. På regissørernes "top ti" blev Citizen Kane også detroniseret i 2012. Mens Tokyo Story for første gang kom på førsteplads, endte Citizen Kane på en delt andenplads sammen med Stanley Kubricks 2001: A Space Odyssey.